# 조반나 메초조르노
조반나 메초조르노(Giovanna Mezzogiorno, 1974년 11월 9일 ~ )는 이탈리아의 배우이다. 2005년 영화 《마음 속의 야수》로 베네치아 영화제 볼피컵 여우주연상을, 2003년 영화 《창문을 바라보며》로 다비드 디 도나텔로상 여우주연상을 수상했다. 나스트로 디아르젠토 여우주연상 3회 수상자이기도 하다.

## 대표 작품
- 신부의 여행 (Il viaggio della sposa, 1997)
- Del perduto amore (1998)
- 라스트 키스 (2001)
- 가장 잔혹한 날 (Ilaria Alpi - Il più crudele dei giorni, 2003)
- 창문을 마주보며 (2003)
- 사랑이 돌아오다 (L'amore ritorna, 2004)
- 마음 속의 야수 (2005)
- 승리 (Vincere, 2009)